# 橋本経子
橋本 経子（はしもと つねこ 、文政9年11月26日（1826年12月24日） - 慶応元年8月9日（1865年9月28日））は、幕末期の日本の女官。第120代仁孝天皇の后妃のひとりであり、親子内親王の生母である。官職は典侍（新典侍）。幼名おすめ、落飾後は観行院（かんぎょういん）と号した。
12代将軍・徳川家慶時代の大奥で絶大な権勢を振るった上臈御年寄姉小路、水戸藩老女花野井は、経子の叔母である。

## 生涯
経子は文政9年（1826年）に羽林家の橋本実久の娘として誕生した（兄は橋本実麗）。幼名は「おすめ」と称する。天保10年（1839年）、禁裏の後宮に上がり、典侍の位を受ける（官名は新典侍）。時の帝は仁孝天皇であった。
経子は仁孝天皇の寵愛を受け、胤宮（夭折）、和宮親子内親王の1男1女をもうける。しかし、弘化3年(1846年)初頭、仁孝天皇が崩御ののち和宮が誕生した。天皇の手がついていた女官は崩御と同時に落飾という宮中のしきたりによって経子は薙髪し、観行院と号した。これによって後宮を離れた経子は、実家の橋本家の屋敷にて和宮を育てた。
この当時の禁中および公家の生活はどこも苦しく、朝廷からは養育料として合力米50石と銀20枚を下賜することが決まっていたが、皇女の体面を維持するには十分でなく、和宮幼少時の衣装は大半が仕立て直しであった。
しかし和宮の紐直の儀の翌年にあたる安政元年（1854年）12月、観行院へ贈られる賄い料の年10石の加増を幕府が許可し、さらに安政3年（1856年）9月には有栖川宮への入輿支度料を幕府により増進されている。
観行院は和宮と共にたびたび移居を経験しており、安政元年4月6日には皇居炎上により青蓮院に転居（18日橋本邸へ帰邸）、安政4年（1857年）1月28日には父・実久の死に伴って宝鏡寺へ、その後5月24日に再び橋本邸へ戻った後、安政7年（1860年）2月23日に桂御所へ移居し、和宮の輿入れとともに江戸へ向かう。
嘉永4年7月12日（1851年8月8日）、和宮が6歳の時、異母兄である孝明天皇の勅許により有栖川宮熾仁親王との婚約が成立する。しかし、その2年後の黒船来航によって国論が攘夷と開国に二分する中、幕府が目論んだ公武合体政策の一環として、和宮と14代将軍・徳川家茂の婚姻政策が持ち上がる。この縁談には観行院はもちろんのこと、孝明天皇、そして和宮本人も大反対であった。しかし、幕府や公武合体派の度重なる要求に天皇も和宮も折れ、熾仁親王との婚約は解消された。
徳川家茂との婚約が調うと、文久元年（1861年）10月20日に江戸に向けて出発した。孝明天皇は和宮に配慮し、江戸城へ生母の観行院、乳母の田中藤（少進）、土御門藤子、女官の庭田嗣子（仁孝天皇の典侍）、橋本麗子（和宮の従姉、経子の姪、官名は大納言典侍）、能登命婦を同行させて精神的な不安を軽減させたほか、典薬寮の医師も数人付随させ（うち一人は降嫁後も江戸に常駐）、万が一関東の地で病を得ても都と同じ治療が受けられるようにした。
江戸に向う和宮の未曾有の大行列は、中山道を経由して江戸城へ向い、文久2年2月11日（1862年3月12日）に江戸城大奥に到着した。観行院と和宮は、14代将軍・家茂の義母・天璋院、家茂の実母・実成院、13代将軍・家定の生母・本寿院と対面する。そこで和宮は「いち早く京風から江戸風の生活に慣れるように」と天璋院、実成院、本寿院らに言葉をかけられた。御所風の生活を保障すると言われていた和宮と観行院、女官の土御門藤子、庭田嗣子、能登らは動揺する。京で幕府が朝廷に約束したことは、全く大奥に伝達されていなかったのである。
観行院らは天璋院の意向を無視し、和宮の御所風の生活を重視して江戸風の生活に慣れようとはしなかった。そのため、大奥女中や天璋院とのいざこざも少なくはなかった。観行院は和宮以上に、大奥での生活で天璋院を中心とする江戸方の女中と対立した。一方で、和宮の生母にして先帝の典侍である観行院は、大奥において上臈上座の位を授けられる。
下向後も異郷の地で和宮を支え続けた観行院であったが、元治元年（1864年）秋ごろより体調を崩す。江戸に常駐していた典薬寮医師や幕府の奥医師たちが発行した容態書には、「御気血御不順」「御心痛」「御小水不利」「水気」「御手足麻痺」などの症状が記されている。年末に一旦持ち直すが、年が明けて慶応元年（1865年）に入ると再び病状が悪化した。夏の暑さに体力を奪われて衰弱し、7月26日、28日、29日と続けて和宮の見舞いを受けるものの、秋も深まった8月に入るといよいよ重体となり、8日に容態が急変し、翌8月9日に江戸城にて死去した。享年40。観行院死去の事実は、庭田嗣子をはじめとした数人にしか知らされず、公式に発喪された14日までは和宮にも秘密にされた。
戒名は観行院光誉心月覚影大姉。遺体は5代将軍綱吉の生母桂昌院や7代将軍家継の生母月光院ら将軍側室と同様の待遇を受け、増上寺の徳川家墓所准別当岳蓮社に寝棺によって埋葬された。また、和宮を育てた功績により、朝廷から正五位の追贈を受けた。観行院の公式な逝去が発せられた後、フランス領事ウューヴは10月30日付で「観行院様逝去につき悔み状」をフランス語文書にて送っている。
観行院の墓所は昭和27年（1952年）、芝学園運動場拡張工事の際に発掘された。遺体は桐ヶ谷斎場にて火葬され、新しく移設された合葬墓に11代家斉御台所広大院・13代家定御台所天親院をはじめとした徳川夫人の遺骸と共に再埋葬された。将軍御台所や側室といった配偶者ではなく、御台所の母という立場で徳川家の墓所に祀られている唯一の例である。

## 登場作品

### テレビドラマ
- 皇女和の宮　（1963年・テレビ朝日　演：津島恵子）
- 天皇の世紀　（1971年・朝日放送　演：松風はる美）
- 和宮様御留　（1981年・フジテレビ　演：森光子）
- 大奥　（1983年・関西テレビ　演：三ツ矢歌子）
- 天璋院篤姫　（1985年：テレビ朝日　演：鳳八千代）
- 和宮様御留　（1991年・テレビ朝日　演：司葉子）

- 徳川慶喜　（1998年・NHK大河ドラマ　演・山本陽子）
- 大奥　（2003年・フジテレビ、演：岡まゆみ）
- 篤姫　（2008年・NHK大河ドラマ、演：若村麻由美）
- 大奥　（2023年・NHKドラマ10、演：平岩紙）

### 映画
- 朱雀門　（1957年・大映　演：三宅邦子）

### 舞台劇
- 和宮様御留　（1981年・東京宝塚劇場　演：司葉子）
- 和宮様御留　（2006年・新橋演舞場　演：池畑慎之介）

漫画
- 『大奥』（よしながふみ）